# Strade regionali dell'Umbria
La regione Umbria gestisce 35 strade regionali (la maggior parte delle quali sono strade statali declassate).
Gli 870,6 km di strade gestite direttamente dalla regione Umbria sono indicate nella seguente tabella.
| Numerazione     | Denominazione               | Percorso                                                           | Percorso                                                      | Percorso |
| Numerazione     | Denominazione               | Inizio                                                             | Fine                                                          | Km       |
| --------------- | --------------------------- | ------------------------------------------------------------------ | ------------------------------------------------------------- | -------- |
| SR3 ter         | di Narni e San Gemini       | SS3 presso Ponte Sanguinaro                                        | SS3 bis presso San Gemini                                     | 21,0     |
| SR71 ter        | Umbro Casentinese Romagnola | Orvieto (confine con Lazio)                                        | Castiglione del Lago (confine con Toscana)                    | 97,6     |
| SR74 ter        | Maremmana                   | Castel Giorgio (confine con Lazio)                                 | Innesto con la SR71 al km 91,7                                | 10,5     |
| SR79            | Ternana                     | Innesto con la SR3 ter al km 0,0                                   | Terni (ultimo tratto consegnato all'amm.ne com.le di Terni)   | 13,0     |
| SR79 bis        | Orvietana                   | Innesto con la SS71 presso Orvieto                                 | Innesto con la SS3 bis/E45                                    | 46,4     |
| SR147           | di Assisi                   | Innesto con la SS75 presso Ospedalicchio                           | Innesto con la SS75 presso Passaggio d'Assisi                 | 18,2     |
| SR147 dir       | di Assisi                   | Innesto con la SR147 presso Assisi                                 | Innesto con la SR147 presso Santa Maria degli Angeli          | 4,4      |
| SR317           | Marscianese                 | Innesto con la SR79 bis in località Collonetta di Prodo            | Innesto con la SR75 bis presso Pallotta                       | 59,4     |
| SR319           | Sellanese                   | Innesto con la SS77 presso Casenuove di Foligno                    | Innesto con la SS209 presso Borgo Cerreto                     | 26,7     |
| SR316           | dei Monti Martani           | Innesto con la SS3bis/E45 presso Massa Martana                     | Innesto con la SS75 presso Foligno                            | 41,1     |
| SR599           | del Trasimeno Inferiore     | SR75 bis presso Bivio Magione                                      | Innesto con la SR71 presso Muffa                              | 19,6     |
| SR313           | di Passo Corese             | Stroncone (confine con Lazio)                                      | Terni (ultimo tratto consegnato all'amm.ne com.le di Terni)   | 10,3     |
| SR298           | Egubina                     | Innesto con la SR3 presso Scheggia                                 | Gubbio (ultimo tratto consegnato all'amm.ne com.le di Gubbio) | 42,5     |
| SR257           | Apecchiese                  | Innesto con la SS3 bis presso Città di Castello                    | Confine con Toscana                                           | 19,9     |
| SR221           | di Monterchi                | Confine con Toscana                                                | Innesto con la SR257 presso Città di Castello                 | 10,4     |
| SR220           | Pievaiola                   | Innesto con la SR75 bis presso Perugia                             | Innesto con la SR71 presso Città della Pieve                  | 36,6     |
| SR219           | di Gubbio e Pian d'Assino   | in corso di aggiornamento                                          | in corso di aggiornamento                                     | --,-     |
| SR209           | Valnerina                   | Terni                                                              | Confine con Marche                                            | 59,3     |
| SR205           | Amerina                     | Innesto con la SR3 ter presso Narni Scalo                          | Innesto con la SR71 presso Orvieto Stazione                   | 53,4     |
| SR204           | Ortana                      | Innesto con SS675 presso Montoro                                   | Innesto con la SR3 ter presso Narni                           | 5,3      |
| SR320           | di Cascia                   | Innesto con la SR209 a Triponzo                                    | Cascia                                                        | 23,7     |
| SR75 bis        | del Trasimeno               | Innesto con la SS3 bis presso Ponte San Giovanni                   | Confine con Toscana                                           | 48,3     |
| SR75 bis        | del Trasimeno               | Dal km 0,0 al km 2,0 (consegnato all'amm.ne com.le di Perugia)     |                                                               | 48,3     |
| SR75 bis        | del Trasimeno               | Dal km 6,8 al km 14,7 (consegnato all'amm.ne com.le di Perugia)    |                                                               | 48,3     |
| SR75 bis (racc) | Raccordo                    | Innesto con la SR75 bis in località Punta Bella                    | innesto con la SR71 presso Borghetto di Tuoro                 | 3,0      |
| SR471           | di Leonessa                 | Cascia                                                             | Confine con Lazio                                             | 15,7     |
| SR320 dir       | di Cascia                   | Innesto con la SR320 presso Cascia                                 | Località Roccaporena                                          | 15,7     |
| SR360           | Arceviese                   | Confine con Marche                                                 | Innesto con la SR3 presso Scheggia                            | 12,3     |
| SR361           | Septempadana                | Confine con Marche                                                 | Innesto con la SR3 presso Nocera Umbra                        | 10,5     |
| SR395           | del Passo del Cerro         | Innesto con la SR3 presso Spoleto                                  | Innesto con la SR209 presso Piedipaterno                      | 18,2     |
| SR396           | di Norcia                   | Innesto con la SR320 presso Serravalle                             | Norcia                                                        | 6,3      |
| SR397           | di Monte Molino             | Innesto con la SR317 presso Marsciano                              | Innesto con la SS3bis/E45 presso Monte Molino                 | 13,7     |
| SR416           | del Niccone                 | Innesto con la SS3 bis presso Niccone                              | Innesto con la SR75 bis presso La Fonte                       | 29,7     |
| SR418           | Spoletina                   | Innesto con la SS3 bis/E45 presso Acquasparta                      | Spoleto                                                       | 23,6     |
| SR418           | Spoletina                   | Dal km 0,0 al km 0,2 (Consegnato all'amm.ne com.le di Acquasparta) |                                                               | 23,6     |
| SR444           | del Subasio                 | Innesto con la SS3 presso Gualdo Tadino                            | Innesto con la SS147 presso Assisi                            | 33,1     |
| SR452           | della Contessa              | Innesto con la SR219 presso Madonna del Monte                      | Confine con Marche                                            | 9,5      |
| SR454           | di Pozzuolo                 | Innesto con la SR71 presso Castiglion del Lago                     | Confine con Toscana                                           | 11,7     |
| Totale          | Totale                      | Totale                                                             | Totale                                                        | 870,6    |